# آرتشر دانيلز ميدلاند
آرتشر دانيلز ميدلاند هي شركة أمريكية عالمية لمعالجة الأغذية وتداول السلع ، يقع مقرها الرئيسي في شيكاغو ، إلينوي .    وتدير الشركة أكثر من 270 النباتات و 420 مرافق الشراء المحاصيل في جميع أنحاء العالم، حيث الحبوب الحبوب و البذور الزيتية يتم معالجتها في المنتجات المستخدمة في المواد الغذائية ، المشروبات ، نوتراسيوتيكال ، الصناعية ، و الحيوان تغذية الأسواق في جميع أنحاء العالم. 
حازت على جائزة أفضل شركة لإنتاج الغذاء في العالم من قبل مجلة فورتشن لمدة ثلاث سنوات متتالية: 2009 و 2010 و 2011.  حصلت شركة ايه دي ام على المرتبة 48 في قائمة 201 فورتشين 500 لأكبر شركات الولايات المتحدة من حيث إجمالي الإيرادات. 
كما توفر الشركة خدمات التخزين والنقل الزراعي . تعد شركة شركة النهر الأمريكي للنقل وشركة ايه دي ام للشاحنات ، شركة تابعة لشركة ايه دي ام . 

## روابط خارجية
- الموقع الرسمي